# ディテイルクラウドクリエイティブ
株式会社ディテイルクラウドクリエイティブ（英: Detail Cloud Creative Inc.）は、日本のIT企業であり、Web制作、システム開発、マーケティング支援などを手がける。

## 解説
本社所在地は東京都北区赤羽で、WEB制作やシステム開発、デジタルマーケティング支援などを手掛けつつ、特にSEO対策（検索エンジン最適化）に特化したWEBマーケティング事業、SEO対策各種セミナーを展開している。
2021年3月1日公開の『週刊アスキー』（ASCII.jp）にて、同社のSEOに関する取り組みが連載紹介された。記事では、検索エンジン最適化（SEO）の基本的な考え方や、PDCAサイクルの活用、共起語の使い方、記事構造の工夫などについて解説されている。

## 概要
- 設立：2010年7月
- 所在地：東京都北区赤羽1－30－1 高栄ビル4F
- 業種：IT、Web関連サービス

## 事業内容
- Webサイト制作・運用
- システム・アプリ開発
- ECサイト構築支援
- デジタルマーケティング支援
- クラウド型サービスの提供